# Географија Сједињених Америчких Држава
Сједињене Америчке Државе су површином трећа највећа држава на свету, након Русије и Канаде, са укупном површином од 9.631.418 km². Са овако огромном територијом, географија Сједињених Америчких Држава у великој мери варира од једног подручја до другог. Планински ланци Апалачи и Стеновите планине су два главна планинска масива на територији Сједињених Држава. Стеновите планине су више и налазе се на западу, док се нижи Апалачи налазе на истоку.
Источно од Мисисипија (највеће реке у Северној Америци) тло је углавном шумовито. Апалачи деле ово подручје у источне и средњозападне Сједињене Америчке Државе, иако се „јужне државе“ често сматрају посебном регијом првенствено због културних разлога. Западно од Мисисипија су западне Сједињене Америчке Државе. Између Мисисипија и Стеновитих планина налази се Велика равница (САД) (Већина Дивљег запада) док се Тихоокеанске Сједињене Америчке Државе налазе западно од Стеновитих планина. Далека држава Аљаска се сматра арктичком земљом, док су Хаваји у тропској зони.
Сједињене Америчке Државе имају дугу границу са Канадом и Мексиком. Граница са Канадом је дуга 8.893 km, а са Мексиком 3.326 km. САД имају чак 19.924 km водених граница. Што се тиче климе, највећи део Сједињених Америчких Држава има благу климу, изузев неколико подручја која имају арктичку (Аљаска) или тропску климу (Флорида, Хаваји). Нека подручја Сједињених Америчких Држава изложена су честим ураганима (државе на јужној атлантској обали и државе Мексичког залива), торнадима (средишње државе) и земљотресима (Калифорнија и Вашингтон).